# Prokopis Pawlopulos
Prokopis Pawlopulos (gr. Προκόπης Παυλόπουλος; ur. 10 lipca 1950 w Kalamacie) – grecki polityk, prawnik i wykładowca akademicki, działacz Nowej Demokracji, parlamentarzysta i minister, w latach 2015–2020 prezydent Grecji.

## Życiorys
Prokopis Pawlopulos urodził się jako syn wykładowcy akademickiego Wasiliosa Pawlopulosa. Po ukończeniu szkoły średniej w swoim rodzinnym mieście rozpoczął studia prawnicze na Uniwersytecie Narodowym im. Kapodistriasa w Atenach. W 1974 był sekretarzem Michaila Stasinopulosa, pełniącego obowiązki głowy państwa w okresie transformacji. W połowie lat 70. wyjechał do Francji, kształcił się na Université Panthéon-Assas, a w 1977 obronił doktorat z zakresu prawa publicznego.
Zajął się następnie działalnością akademicką, stopniowo awansując w strukturze uczelnianej i w 1989 obejmując stanowisko profesora zwyczajnego. Działał również politycznie w centroprawicowej Nowej Demokracji, będąc m.in. członkiem jej komitetu centralnego i rady politycznej.
Był wiceministrem ds. prezydencji i rzecznikiem prasowym rządu Ksenofona Zolotasa (1989–1990), a następnie do 1995 dyrektorem biura prawnego w administracji prezydenta Konstandinosa Karamanlisa. W 1996 po raz pierwszy został wybrany do greckiego parlamentu z ramienia ND. Z powodzeniem ubiegał się o reelekcję w 2000, 2004, 2007, 2009 i w obu wyborach w 2012. Od marca 2004 do września 2009 zajmował stanowisko ministra spraw wewnętrznych w rządach Kostasa Karamanlisa.
17 lutego 2015 został zaproponowany przez wywodzącego się z lewicowej Syrizy premiera Aleksisa Tsiprasa na stanowisko prezydenta w miejsce Karolosa Papuliasa. W wyniku przeprowadzonego następnego dnia głosowania w Parlamencie Hellenów Prokopis Pawlopulos, poparty również przez swoje macierzyste ugrupowanie, został wybrany na ten urząd większością 233 głosów (na 300 możliwych). Pięcioletnią kadencję rozpoczął 13 marca 2015, kończąc urzędowanie 13 marca 2020.
Odznaczony m.in. Orderem Orła Białego (2017).

## Życie prywatne
Prokopis Pawlopulos jest żonaty, ma troje dzieci.